# Lance-roquettes Type 4 40 cm
Le lance-roquette Type 4 de 40 cm (四式四〇糎噴進 Yonshiki yonjyu-senchi funshinho) était utilisé par l'armée impériale japonaise pendant les derniers moments de la seconde guerre mondiale.

## Conception et développement
Le lance-roquettes Type 4 a été développé par le bureau technique de l'armée japonaise pendant les derniers moments de la seconde guerre mondiale, comme une arme peu chère et facile à produire. Elle avait l'avantage d'être plus précise que les mortiers conventionnels, grâce à ses munitions gyrostabilisées. Les premières pièces ont été déployés en 1943 et durent utilisées en petits nombres pendant la bataille d'Iwo Jima et la bataille d'Okinawa. Cette variante de Type 4 a été produite en nombre limité et envoyé dans des arsenaux cachés afin d'être utilisés comme armes de la dernière chance pendant l'opération d'invasion par les alliés de l'archipel japonais
À l'inverse du Type 4 de 20 cm, qui pouvait être lancé depuis presque n'importe où, le Type 4 de 40 cm devait être lancé depuis des rails spécifiquement conçus.